# 刘晓邑
刘晓邑（1985年—），男，湖北黄石人，中国戏剧导演、演员，中国国家话剧院导演、演员。毕业于北京舞蹈学院。